# Lethedon oblonga
Lethedon oblonga är en tibastväxtart som först beskrevs av Schlechter, och fick sitt nu gällande namn av André Joseph Guillaume Henri Kostermans. Lethedon oblonga ingår i släktet Lethedon och familjen tibastväxter. Inga underarter finns listade i Catalogue of Life.